# 앤드루 퍼즈더
앤드루 프랭클린 "앤디" 퍼즈더(영어: Andrew Franklin "Andy" Puzder, 1950년 7월 11일 ~ )는 미국의 기업인이다.
CKE 레스토랑의 CEO를 지냈고, 2016년 도널드 트럼프 미국 정부의 노동부 장관 자리에 올랐으나 이듬해 불법체류자 고용 논란으로 물러났다. 퍼즈더가 경영한 CKE 레스토랑은 하디스와 칼스버그를 소유한 기업이며, 일찍부터 최저임금 인상과 초과근무수당 적용에 반대해 왔다. 퍼즈더가 노동장관에 내정되었을 무렵 그의 회사 직원 중 40%가 불법체류자이고, 외국인을 가사 도우미로 고용했다는 이야기가 터졌다.